# Michel Gondry
Michel Gondry, francoski režiser, * 8. maj 1963, Versailles.
Gondry snema filme, reklamne oglase in glasbene spote ter piše scenarije.
V glasbeni industriji se je uveljavil z inovativnimi spoti za Björk, The Rolling Stones, The White Stripes, The Chemical Brothers, Kylie Minogue, Daft Punk, Radiohead, Massive Attack, Neneh Cherry, Sheryl Crow, Beck, Foo Fighters, Wyclef Jean, Steriogram in druge.
Gondryjev prvi celovečerni film je bil Človeška narava (2001), za katerega je scenarij napisal Charlie Kaufman. Slednji je sodeloval tudi pri drugem filmu Michela Gondryja, Večno sonce brezmadežnega uma. Za scenarij za ta film so Kaufman, Gondry in Pierre Bismuth leta 2005 prejeli oskarja za najboljši izvirni scenarij.

## Filmi
- Človeška narava, (2001)
- Večno sonce brezmadežnega uma, (2004)